# 聖馬修島
60°24′31″N 172°43′12″W / 60.40861°N 172.72000°W

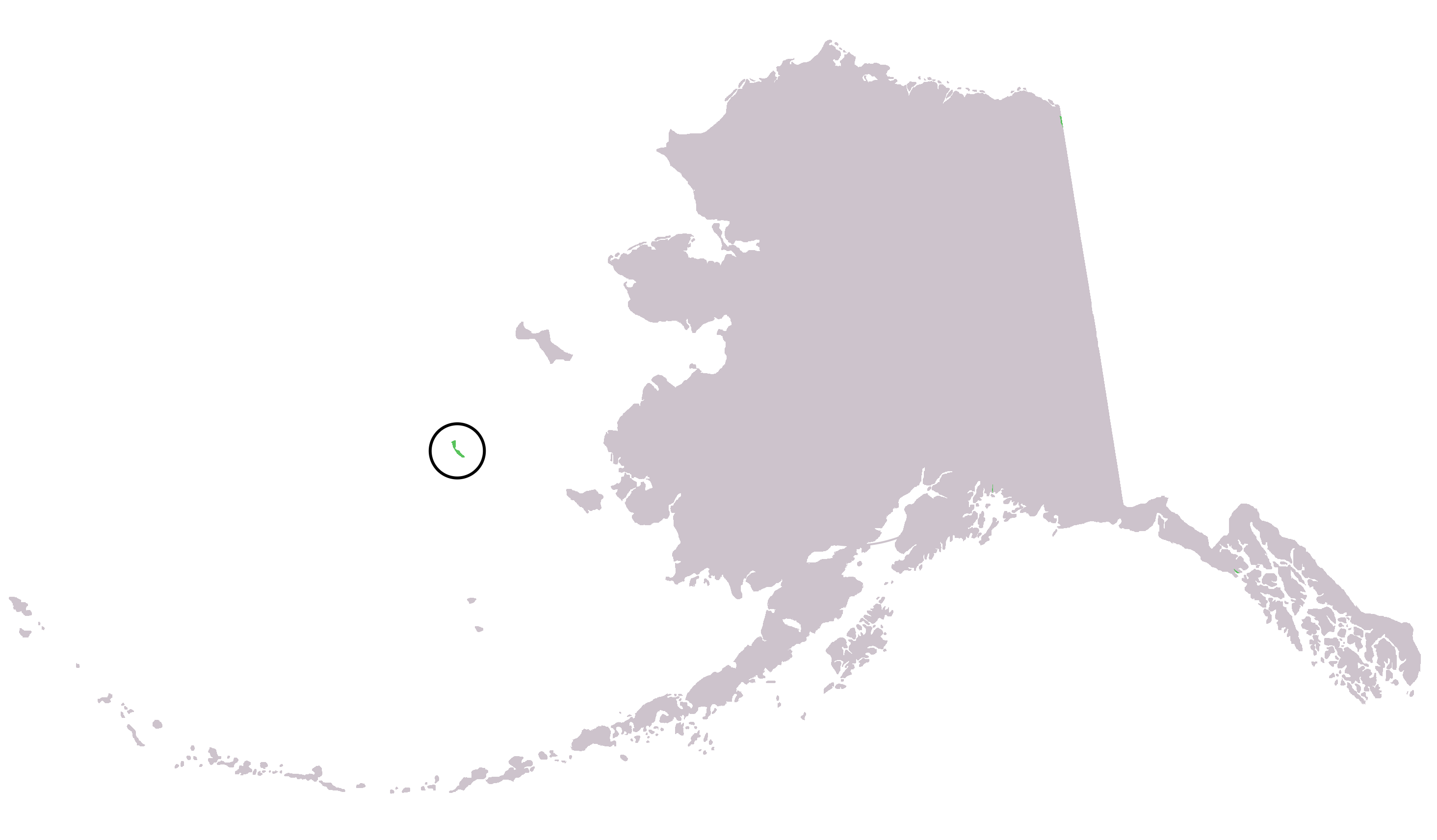

聖馬修島是美國的島嶼，位於努尼瓦克島西南面295公里的白令海，由阿拉斯加州負責管轄，長51公里，面積357平方公里，是該國第43大島嶼，最高點海拔高度449.9米，島上無人居住。